# Caproni-Vizzola
Caproni-Vizzola is een historisch Italiaans merk van motorfietsen.
De bedrijfsnaam was Costruzioni Aeronautiche Caproni, Vizzola Ticino.
Dit was een voorheen tot het Aero-Caproni-concern behorende vliegtuigfabriek die van 1953 tot 1959 motorfietsen bouwde met 98- tot 247cc-NSU-twee- en viertaktmotoren. Zie ook Capriolo.